# Chris Löwe
Chris Löwe (Plauen, 6 de abril de 1989) es un exfutbolista alemán que jugaba en la demarcación de defensa.

## Biografía
Empezó a formarse como futbolista en el 1. FC Wacker Plauen y posteriormente en el Chemnitzer F. C., donde subió al primer equipo en 2007, jugando un total de cuatro temporadas para el club y cosechando 84 partidos jugados. En 2011 el Borussia Dortmund pagó 200 000 euros al club para hacerse con sus servicios para las dos próximas temporadas. Estuvo alternando el primer equipo y la cantera, con un total de once partidos en la Bundesliga y seis para el equipo B. En 2013 fue traspasado al 1. F. C. Kaiserslautern por medio millón de euros hasta 2016, jugando un total de 108 partidos en la 2. Bundesliga. En el mercado de verano de 2016 fichó por el Huddersfield Town A. F. C. de la EFL Championship. Su primer gol con el club inglés se produjo el 20 de agosto de 2016 en una victoria por 2-1 contra el Barnsley FC. En su primera temporada en el club logró el ascenso a la Premier League. Tras el descenso en la temporada 2018-19, regresó a Alemania firmando por tres años con el Dinamo Dresde. Una vez pasado ese tiempo volvió al Chemnitzer F. C., donde puso fin a su carrera en marzo de 2024 tras no haber podido jugar ningún partido durante la temporada.

## Clubes
| Club                       | País       | Año       | Partidos | Goles |
| -------------------------- | ---------- | --------- | -------- | ----- |
| Chemnitzer F. C.           | Alemania   | 2007-2011 | 84       | 9     |
| Borussia Dortmund          | Alemania   | 2011-2013 | 11       | 0     |
| Borussia Dortmund II       | Alemania   | 2011-2013 | 6        | 0     |
| 1. F. C. Kaiserslautern    | Alemania   | 2013-2016 | 108      | 4     |
| Huddersfield Town A. F. C. | Inglaterra | 2016-2019 | 101      | 2     |
| Dinamo Dresde              | Alemania   | 2019-2022 | 67       | 2     |
| Chemnitzer F. C.           | Alemania   | 2022-2024 | 24       | 2     |

## Palmarés

### Campeonatos nacionales
| Título           | Club              | País     | Año  |
| ---------------- | ----------------- | -------- | ---- |
| Bundesliga       | Borussia Dortmund | Alemania | 2012 |
| Copa de Alemania | Borussia Dortmund | Alemania | 2012 |